# Пикопроектор

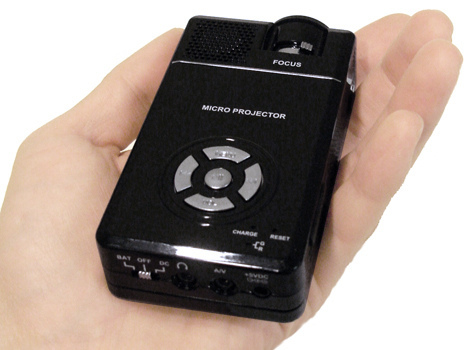
Пикопроектор Aaxatech P1

Пикопроектор — проектор небольшого, карманного размера. Часто выполнен в форм-факторе сотового телефона и имеет аналогичный размер. Термин «пикопроектор» также может означать миниатюрный проектор, встроенный в фотокамеру, мобильный телефон, PDA и другую мобильную технику.

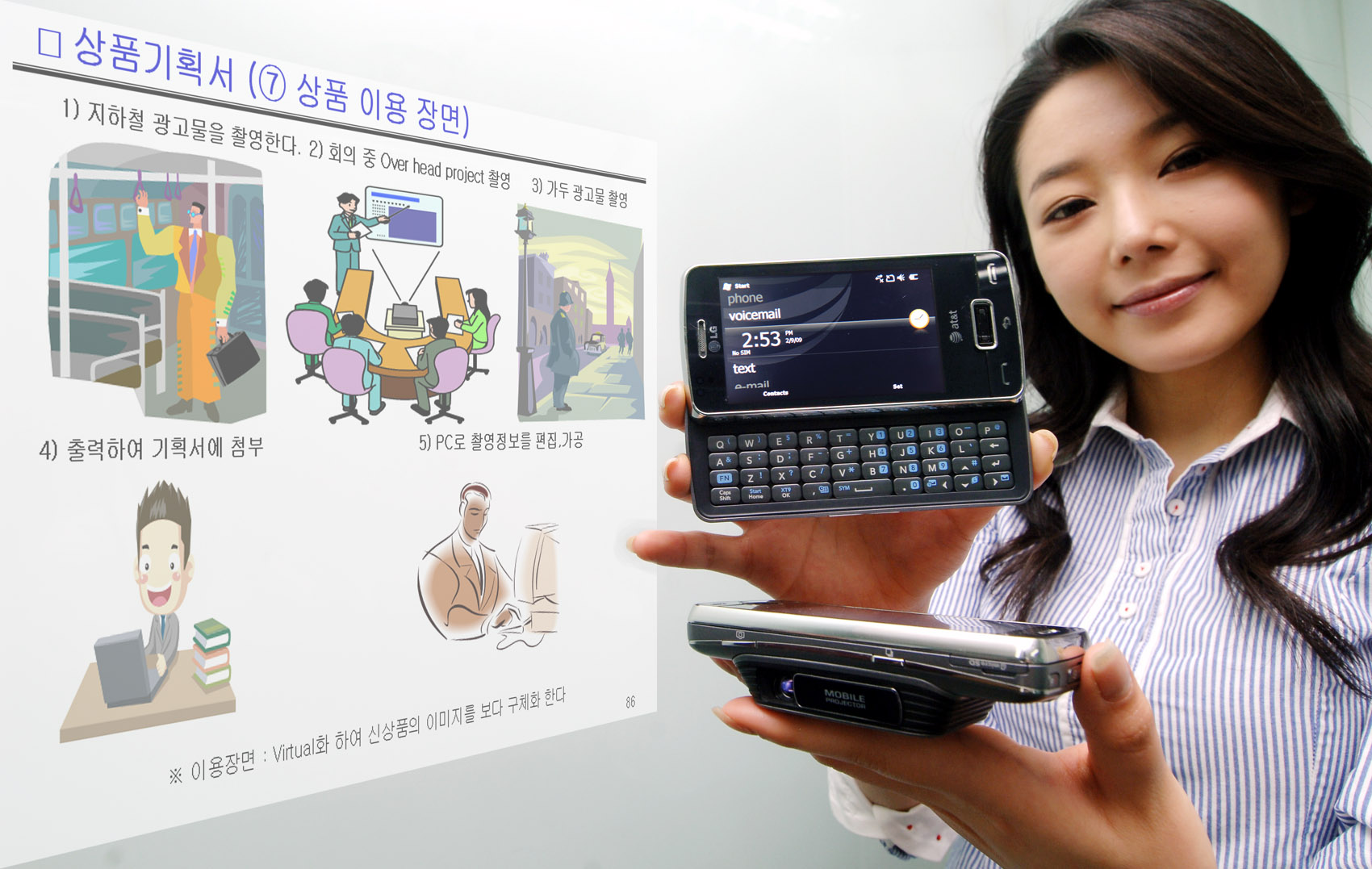
проектор в мобильном телефоне

Существующие карманные проекторы позволяют получать проекции размером до 120 дюймов по диагонали, яркостью до 300 люмен (personalprojector.co.uk). У мини-проекторов, выполненных как самостоятельное устройство, часто имеется отверстие с резьбой для стандартного штатива и почти всегда — встроенные кардридеры или флеш-память, что позволяет работать без источника сигнала. Для снижения энергопотребления в пикопроекторах применяются светодиоды.

## История
В 2003 году израильская фирма Explay объявила о намерении разработать проектор карманного формата. Первая публичная демонстрация продукции состоялась в октябре 2006 года. Продукт был анонсирован под названием «Explay Nano Projector».
Выражение «Пикопроектор» (англ. pico-projector) появилось как результат рекламной кампании фирмы Optoma Pico, 25 ноября 2008г представившей Pico Projector PK101, карманный проектор для iPod. Устройство обеспечивало разрешение HVGA, размер кадра до 66 дюймов и яркость изображения до 9 люмен.
Название «Пико» не имеет прямого отношения к системе СИ, и являлось ответом конкуренту Explay, выпускавшим устройство такого же класса, но с приставкой «Нано» в названии. 

## Применение
В силу своего размера, карманные проекторы имеют применение, нехарактерное для полноформатного презентационного оборудования.

### Мультимедийные
Пикопроектор, встроенный в мобильное устройство (или подключенный к нему) может использоваться для просмотра фотографий, видео в большем размере, чем это позволяет экран устройства.
В компьютерных играх проекторы карманного формата создают новые возможности дополненной реальности.

### Интерфейс пользователя
Одной из задач технологического дизайна, решаемых производителями гаджетов, является выбор габаритов. Миниатюризация устройства неизбежно приводит к миниатюризации элементов управления.
Существуют инновационные разработки, предполагающие использовать пикопроекторы в мобильной технике как альтернативу экрану и клавиатуре. В них пикопроектор проецирует изображение на подходящую поверхность: стол, часть тела. Пользователь взаимодействует с изображением аналогично сенсорному экрану. Его движения фиксируются с помощью камеры или носимого акустического сенсора. Применение подобных технологий, гипотетически, позволит снять естественное ограничение на миниатюризацию портативных вычислительных устройств.
Более примитивная реализация предполагает использование лазерной указки. В сочетании с лазерной указкой, веб-камерой, и необходимым программным обеспечением, пикопроектор может быть использован как замена традиционным устройствам презентации и ввода. При этом основное действие — клик — имитируется с помощью жеста (круговое движение, двойной заход). Другие жесты могут быть ассоциированы с прокруткой, масштабированием, нажатием клавиш на клавиатуре.